# Старицкий уезд
Ста́рицкий уе́зд — административно-территориальная единица Тверской губернии в составе Российской империи и РСФСР. Уездный город — Старица.

## География

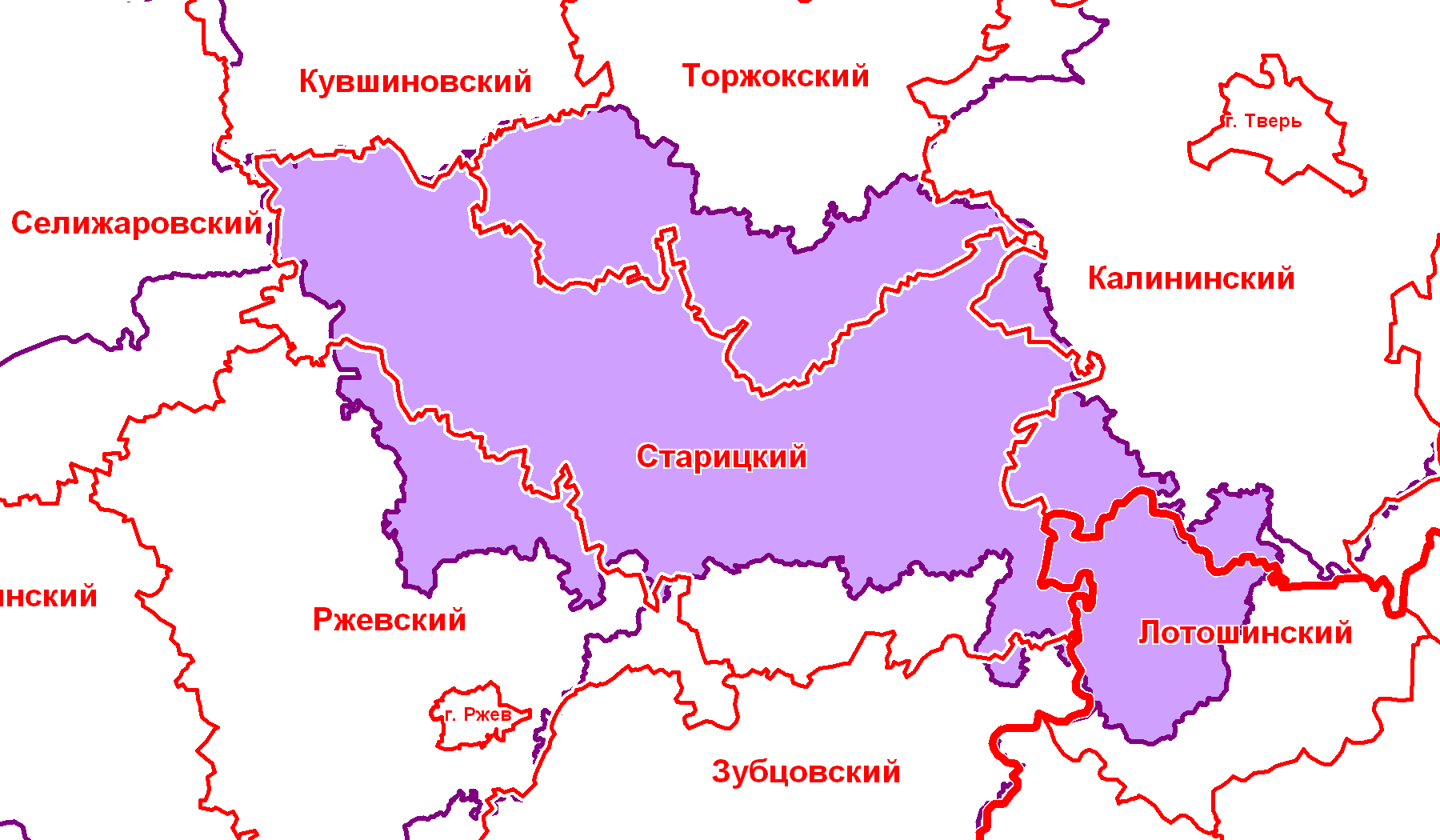
Старицкий уезд в современной сетке районов

Уезд был расположен на юго-западе Тверской губернии, на юго-востоке граничил с Московской губернией. Площадь уезда составляла 3 963 кв. вёрст. Поверхность уезда ровная и только по берегам рек принимает холмистый характер. Почва на юго-востоке — суглинистая, в средней части уезда, вдоль берегов реки Волги — супесчаная, на западе, в лесистой местности — иловатая и на севере — супесь и иловатая с мелким камнем. Все реки уезда принадлежат системе Волги; последняя пересекает уезд на 61 версту, она течёт в крутых, каменистых берегах и судоходна, хотя вследствие множества порогов движение судов иногда, в сухое лето приостанавливается. Сплавные реки в уезде: Большая и Малая Коша и Большая Итомля; кроме того, в Волгу впадают реки Тьма и Шоша, берега последних местами покрыты заливными лугами. Озер и болот значительных в уезде нет. Из полезных ископаемых в уезде добываются: белый известняк (старицкий мрамор), представляющий хороший строительный материал и идущий на обжигание извести (по реке Волге близ города Старицы), красноватые кирпичные глины (по реке Тьме) и огнеупорные (в селе Ременеве), серые, местами охристые глины. Близ села Соколова на реке Тьме с давних пор добывается минеральная краска — вроде умбры; на речке Старицке и в деревне Никольской (близ уездного города) встречаются минеральные источники.

### Современное положение
В настоящее время территория уезда (в границах на 1917 год) входит в состав Старицкого, Зубцовского, Ржевского, Торжокского и Калининского районов Тверской области, а также Лотошинского района Московской области.

## История
В XVI—XVIII веках старый Старицкий уезд составляли земли бывшего Старицкого удельного княжества. 
Как административная единица в составе Тверского наместничества Старицкий уезд был образован в 1775 году, с 1796 года — в составе Тверской губернии.
3 марта 1924 года Старицкий уезд был упразднён, а его территория была разделена и вошла в состав Ржевского, Тверского и Новоторжского уездов.

## Население
Население в 1863 г. — 127,3 тыс. чел. (без Старицы), в 1897 г. — 149 431 чел., в 1913 г. — 193,8 тыс. чел. На 1 кв. версту приходится 37,7 жителей; уезд принадлежит к числу густонаселенных уездов Тверской губернии. Население исключительно русское и православное; крестьяне составляют 99 % общего числа жителей. Населенных мест, вместе с городом, — 643. Крупнейшие селения — Тредубье, Лотошино, Станишино, Бабынино. Крестьянских дворов — 22 571, из них бывших помещичьих крестьян — 12 171, бывших государственных — 10 047, вольных хлебопашцев — 353. Бобыльских дворов (бесхозяйственных) — 3 013 или 14 % общего числа.

## Экономика
Главное занятие населения — земледелие (рожь, овёс, ячмень, картофель, лён). Кустарные промыслы существуют в уезде исстари; из них главнейшие — бондарный, тележный, сухая перегонка дерева (смолокурение, скипидарный и др.), плетение из лыка и прутьев, гончарный, кирпичный, выделка памятников из старицкого мрамора, производство лодок. Кроме того, в северо-западных лесистых частях уезда многие крестьяне заняты пилкой, возкой и сплавом леса и дров. Отход на сторону значителен, уходят преимущественно в соседние уезды, на железную дорогу, на Волгу, на фабрики в Тверь, в Москву и Петербург (огородники, пастухи, плотники, каменщики, штукатуры, печники, каменотесы и монументщики, камнебои, сапожники, разносчики, торговцы, легковые извозчики, дворники, судорабочие, кочегары, лодочники и др.). Уезд пересекает Новоторжская железная дорога (построена в 1874 году).

## Административное деление
Станы и волости Старицкого уезда в XVII—XVIII веках:
- Волость Болгорская
- Стан Верховской
- Волость Вятка
- Волость Дмитровская
- Волость Иворовская
- Стан Мерский
- Стан Михнов
- Стан Песья Лука
- Стан Порецкий
- Волость Раменская
- Волость Рогачевская (Рыкачевская)
- Волость Родня
- Стан Семеновский
- Волость Синяя
- Стан Сукроменский
- Волость Холм
- Волость Холохолня
- Дворцовая волость Мологинская

В 1890 году в состав уезда входило 19 волостей:
| № п/п | Волость        | Волостное правление  | Число селений | Население |
| ----- | -------------- | -------------------- | ------------- | --------- |
| 1     | Берновская     | с. Берново           | 25            | 2300      |
| 2     | Братковская    | с. Братково          | 26            | 2800      |
| 3     | Гнездовская    | с. Гнездово          | 32            | 3200      |
| 4     | Дарская        | д. Дары              | 52            | 6940      |
| 5     | Дороховская    | с. Дорохово          | 28            | 3100      |
| 6     | Емельяновская  | с. Емельяново        | 36            | 5040      |
| 7     | Ефимьяновская  | с. Ефимьяновское     | 38            | 4000      |
| 8     | Иверовская     | д. Новая             | 44            | 3670      |
| 9     | Киселевская    | д. Орешки            | 45            | 3150      |
| 10    | Кобелевская    | д. Кобелево          | 36            | 2800      |
| 11    | Микулинская    | с. Микулино-Городище | 36            | 3550      |
| 12    | Мологинская    | с. Мологино          | 28            | 3060      |
| 13    | Павликовская   | с. Денежное          | 23            | 3500      |
| 14    | Прасковьинская | д. Прасковьино       | 63            | 4615      |
| 15    | Рясинская      | с. Рясня             | 38            | 3880      |
| 16    | Страшевская    | с. Страшевичи        | 62            | 4000      |
| 17    | Татарковская   | с. Нестерово         | 24            | 4537      |
| 18    | Тредубская     | д. Липига            | 39            | 5580      |
| 19    | Федосовская    | д. Федосово          | 31            | 4155      |

К 1913 году была образована Луковниковская волость (центр — с. Луковниково). 
В полицейском отношении в 1913 году уезд был разделён на три стана:
- 1-й стан, становая квартира с. Павловское.
- 2-й стан, становая квартира д. Новое.
- 3-й стан, становая квартира с. Микулино.

В 1918 году село Лотошино и часть селений Федосовской волости отошли к Волоколамскому уезду.
К 1922 году число волостей увеличилось до 25, ко времени упразднения в 1924 году, сократилось до 18.

## Известные уроженцы
- Павел Егорович Чистяков (1789—1851) — русский контр-адмирал.
- Владимир Алексеевич Корнилов (1806—1854) — русский вице-адмирал, герой Крымской войны.
- Иван Павлович Панафидин (1817—1906) — русский адмирал.
- Николай Иванович Позняков (1856—1910) — русский писатель, поэт, переводчик.
- Матвей Васильевич Захаров (1898—1972) — советский маршал.
- Филипп Сергеевич Октябрьский (1899—1969) — советский адмирал.
- Михаил Николаевич Логинов (1903—1940) — советский конструктор артиллерийского вооружения.
- Константин Арсеньевич Симеонов (1910—1987) — советский дирижёр.
- Алексей Васильевич Пешехонов (1867—1933) — русский экономист, журналист, политический деятель.
- Алексей Федотович Кузнецов (1877—?) — депутат Государственной Думы II созыва, ставший впоследствии наводчиком грабителей.
- Екатерина Владимировна Выставкина (1877—1957) — русская писательница и переводчица.
- Георгий Тимофеевич Захаров  (1901—19??) — советский военачальник, полковник.